# 美酒鍋

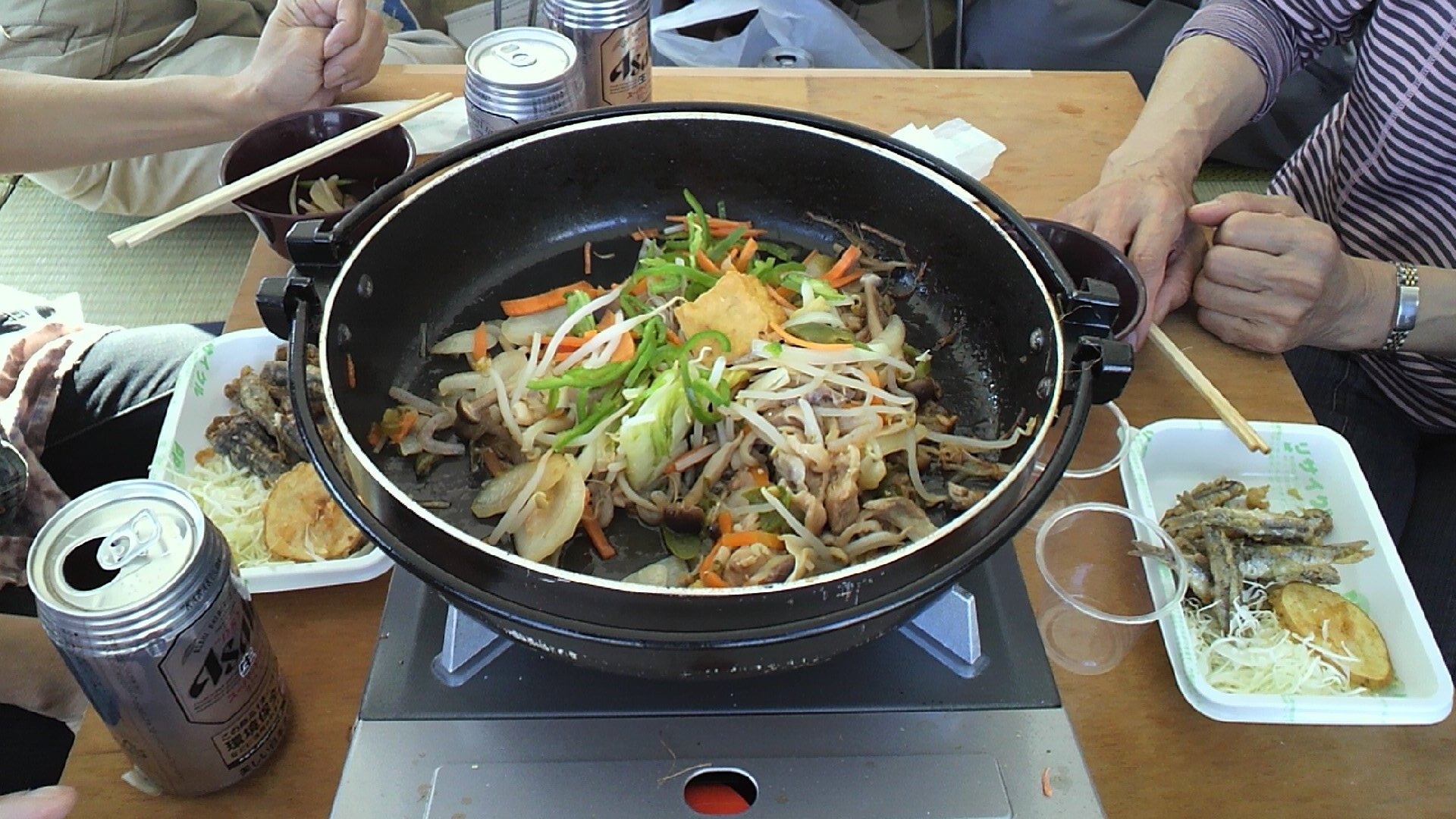
美酒鍋（2011西条酒まつりにて）

美酒鍋（びしゅなべ、びしょなべ）とは、広島県東広島市の郷土料理。
鶏肉、砂ずり、豚肉、野菜を、塩、コショウ、日本酒の味付けで食する鍋料理である。

## 概要
東広島市西条町は酒造りの町でもあり酒蔵も多いが、杜氏が酒造りの合間に空腹を満たすために考案したまかない料理料理が発祥とされる。味付けがシンプルなのは、利き酒に影響が出ないようにする工夫であるとされる。
加熱されて日本酒のアルコール分は抜けるので、酒が苦手な人や未成年でも食することができる。しかしながら、微量のアルコール分が残る可能性はあるため、アルコールに対してアレルギーを持っている人や妊婦、車などの運転を予定している人が食するさいには注意が必要である。
酒造りが行われていた冬の期間の料理とされていたが、現在では東広島市の名物料理として年間を通じて食されている。東広島市では毎年10月に「酒まつり」が開催されているが、この際には各蔵元や各店舗でそれぞれに工夫された美酒鍋が振る舞われる。

### 名称の由来
名前の由来は、酒蔵で働く人、蔵人は水仕事が多いため仕事着がびしょ濡れになることも多かったことから「びしょ」「びしょさん」とも呼ばれた。その蔵人たち・びしょさんが食する鍋であることから「びしょ鍋」と呼ばれるようになったと言われる。
近年になって「美酒」の字が充てられるようになった。

## 歴史
賀茂鶴酒造で第二次世界大戦終戦間もなくの食糧難の時代に考案された料理である。
賀茂鶴酒造の当時の専務・石川和知（いしかわ かずとも）が、「蔵人にも腹いっぱいの料理をたべてほしい」と考案した料理と伝えられている。当時は考案者の石川の姓に引っ掛けて石川五右衛門から「五右衛門鍋（ごえもんなべ）」と呼ばれていた。また、鶏肉と砂ずりではなく、鶏もつが使われていた。
砂ずりや豚肉は、本料理が杜氏たちに伝えられ、広まって行くうちに味の向上のために加えられるようになったものと推測される。

## 作り方の例
以下に、美酒鍋の作り方の例を記す。
1. すき焼き鍋のような鉄鍋に、ニンニク、豚バラ肉、鶏肉、砂ずりを入れ、油で炒める。
2. 日本酒を加えて上記で炒めた肉を煮込む。
3. ハクサイ、ニンジンなどの野菜を入れてさらに煮込む。
4. 塩、コショウで味を整える。